# Ben Wa
Ben Wa war ein US-amerikanisches Electro-Duo, das zwischen 1998 und 2001 mehrere EPs und Alben veröffentlichte. Aufgrund guter Vernetzung innerhalb der Musikszene der San Francisco Bay Area konnte das Duo mit verschiedenen namhaften Musikern arbeiten und mit seinen Veröffentlichungen einige Achtungserfolge erzielen.

## Werdegang
Bassist Anthony "House" Chaba (auch bekannt als "Butthouse") und der Keyboarder Eric "Dr. Ware" Ware waren zuvor bereits in verschiedenen Bands und Projekten wie den von Bill Laswell und Bootsy Collins produzierten bzw. geförderten Limbomaniacs sowie Big Janitor, MCM & the Monster und der prominent besetzten Frank-Zappa-Coverband CaCa tätig. Für Ben Wa (benannt nach einem Sexspielzeug) konzentrierten sie sich auf einen elektronischen Retro-Sound mit Einflüssen aus Dub und Hip-hop.
Nach einem Beitrag für Bill Laswells Album Tetragramaton: Submerge (1997) veröffentlichten sie 1998 eine erste EP namens EP 1 und traten als Vorgruppe für die von Laswell geführte Band Praxis auf, wo auch der Limbomaniacs-Kollege Bryan Mantia als Schlagzeuger tätig war. Dort lernten sie den bekannten Dub-Produzenten Hopeton "Scientist" Brown aus Jamaika kennen. Dieser beteiligte sich zwar nicht an ihrem Debütalbum Devil Dub, unterstützte sie jedoch bei der Veröffentlichungsparty im Januar 1999. Auf dem Album als Gäste vertreten waren diverse Mitglieder der Limbomaniacs und von Praxis, u. a. der Drummer Mantia, der Turntabler DJ Disk sowie als Gitarristen Buckethead und Marc "M.I.R.V." Haggard. Mantia spielte anfangs Schlagzeug zu einem Klick, woraus Chaba und Ware die Grooves bildeten. Später kamen die weiteren Musiker wann immer es ihr Terminplan ermöglichte und das Duo bearbeitete anschließend die meist improvisierten Aufnahmen. So wusste Mantia erst nach Fertigstellung der CD, wie die Musik eigentlich klang. Den Aufnahmeprozess beschrieben Chaba und Ware später als Albtraum, da sich die Synchronisierung der verwendeten Technik schwieriger als erwartet gestaltete, was das Projekt ernsthaft gefährdete.
Devil Dub wurde von der Kritik sehr wohlwollend aufgenommen, insbesondere das in den USA einflussreiche Magazin URB lobte das Album als eine der besten Veröffentlichungen des Jahres. Rick Anderson vergab auf Allmusic 4,5 von 5 Sternen.
Mit dem Song Re-Dub beteiligte sich das Duo erneut an einem von Laswell zusammengestellten Album (Reanimator: Black Market Science, 1998) und 1999 erschien Bionic Beat auf der Compilation Phunky Acid Breaks von Adrenalin Records.
Im Jahr 2000 folgte eine weitere EP mit dem Titel Elektro-Krazy auf dem Label Malvado. Als Sampler-Beitrag erschien Break That Stone auf Docking Sequence: BSI Compilation Vol. 1 (2003 auf Dub After Time: A Look Back At BSI Records erneut veröffentlicht).
Danach wechselten Ben Wa zu Stray Records, einer kurzlebigen Tochter von Dogday Entertainment aus ihrer Heimatstadt Oakland, bei der auch befreundete Kollegen um die Jahrtausendwende ihre Alben veröffentlichten (u. a. Buckethead und DJ Disk). Dort erschien im August 2001 das Album Disciples Of Retro-Tech, das als einzelne CD und Doppel-Vinyl veröffentlicht wurde. Eine EP mit vier Songs des Albums erschien ebenfalls 2001. Erneut gab es gute Kritiken, so von Stephen Cook, der auf Allmusic 4 von 5 Sternen vergab. Chris Baty von SF Weekly und Daiv Whaley von Hear/Say lobten das Album ebenfalls.

## Equipment
Zur Zeit von Elektro-Krazy verwendeten Ben Wa neben dem damals aktuellen Synthesizer Nord Lead 2 und der ersten Version der Software ReBirth RB-338 auch die bereits betagten Analog-Synthesizer Prophet-5 von Sequential Circuits sowie Juno-106 und SH101 von Roland. Für Drumsounds kam der ebenfalls schon ältere Expander ProCussion von E-mu Systems zum Einsatz. Als MIDI-Sequenzer diente die Software Vision von Opcode Systems auf einem Power Macintosh 8500. Als Sampler-Karte fungierte eine Digidesign SampleCell II, verbaut in einem Macintosh IIci. Aufgenommen wurde auf Geräten der ersten Generation des Alesis Digital Audio Tapes ("Blackface").

## Nach der Auflösung
Eric Ware ist weiterhin als Produzent und Musiker in Oakland tätig. Sein aktuelles Projekt heißt E3. Anthony Chaba war u. a. 2001 als Bassist auf dem Album Mooch The Moose: Smack Dealer To The Stars von DJ Disk und The Filthy Ape zu hören, tourte 2004 mit Bucketheads Band Giant Robot, war als Sprecher und Musiker an Werbespots für Toyota, Levi’s, Dryers Ice Cream sowie The Goodguys beteiligt und lebt heute in São Paulo.

## Diskografie
- EP 1 (12"-EP, Black Hole Records, 1998)
- Devil Dub (CD, Black Hole Records, 1998)
- Elektro-Krazy (12"-EP, Malvado Records, 2000)
- Retro-Tech EP (12"-EP, Stray Records, 2001)
- Disciples Of Retro-Tech (Doppel-LP und CD, Stray Records, 2001)